# 北京ゲンジ
北京ゲンジ（ペキンゲンジ）は、かつてオフィス北野で活動していた無法松とお宮の松の2人による日本のお笑いコンビである。1994年4月結成、2005年解散。

## メンバー
無法松（むほうまつ、1974年5月18日 - ）（50歳）- ツッコミ、ネタ作り担当。
本名：塩坂 倫之（しおさか のりゆき）
ツッコミ担当、立ち位置は向かって左。
お宮の松（おみやのまつ、1973年6月24日 - ）（51歳）- ボケ担当。
本名：佐藤 勝（さとう まさる）
ボケ担当、立ち位置は向かって右。

## 来歴
お宮の松は、弟子入りのためにビートたけしのもとに7か月通っていたが、1994年3月に無法松と出会って2人でいるところを、ビートたけしに相方を連れて来たと勘違いされ、コンビを組むことを条件に弟子入りを許され、たけし軍団に入る。コンビ名の由来は光GENJIとゼンジー北京を掛けたパロディ。
北京ゲンジとしての活動は、巡査役で出演した出動!ミニスカポリス（1996年 - 2001年、テレビ東京）が最も有名。
2005年に解散、原因は2人が対立した事による喧嘩別れと言われている。後にお宮の松はピン芸人として、無法松は桐畑トールとほたるゲンジという漫才コンビを組んで活動。

## 主な出演

### テレビ
- 出動!ミニスカポリス（1996年 - 2001年、テレビ東京）
- 爆笑オンエアバトル（NHK）戦績4勝10敗 最高505KB
- スーパーJOCKEY（日本テレビ）
- タモリのSuperボキャブラ天国（フジテレビ）
- 芸能界大ボケだらけの天才クイズ王決定戦（フジテレビ、エキシビジョン若手戦）
- 北野ファンクラブ（フジテレビ）
- 北野富士（フジテレビ）
- 足立区のたけし、世界の北野（フジテレビ）
- たけしの斎藤寝具店（フジテレビ）
- 北野タレント名鑑（フジテレビ）
- たけしのコマ大数学科（フジテレビ）
- 特捜TV!ガブリンチョ（テレビ朝日）
- 炎のチャレンジャー（テレビ朝日）
- リングの魂（テレビ朝日）
- さんまのナンでもダービー（テレビ朝日）
- 楽珍!スポーツ共和国（TBSテレビ）
- 突撃!お笑い風林火山（フジテレビ）
- 上岡龍太郎がズバリ!（TBSテレビ）
- 快楽通信（テレビ朝日）
- 史上最悪のデート（日本テレビ、第12話に出演）
- U-CDTV（TBSテレビ）- 「お笑いCDTV」に出演。

### ラジオ
- 赤坂お笑いD・O・J・O（TBSラジオ）- 四段を所得。

### 映画
- キッズ・リターン（1996年） - 漫才コンビ役
- HANA-BI（1998年）
- 座頭市（2003年）

### 著書
- 北京ゲンジの爆笑合コンゲーム（2003年、大泉書店）